# قانون إيلي وصال لمنع الإبادة الجماعية والفظائع
قانون إيلي وصال لمنع الإبادة الجماعية والفظائع لعام 2018 (ويعرف أيضاً بقانون إلى ويزل أو GAPA أو EWGAPA)،وهو جزء من "المؤتمر 115" يجري 1158.S في مجلس الشيوخ،و 3030 HR. في المنزل. تم تقديمه في يونيو 2017 ,وتم تمريره في 21 ديسمبر 2018.